# 보리 커피

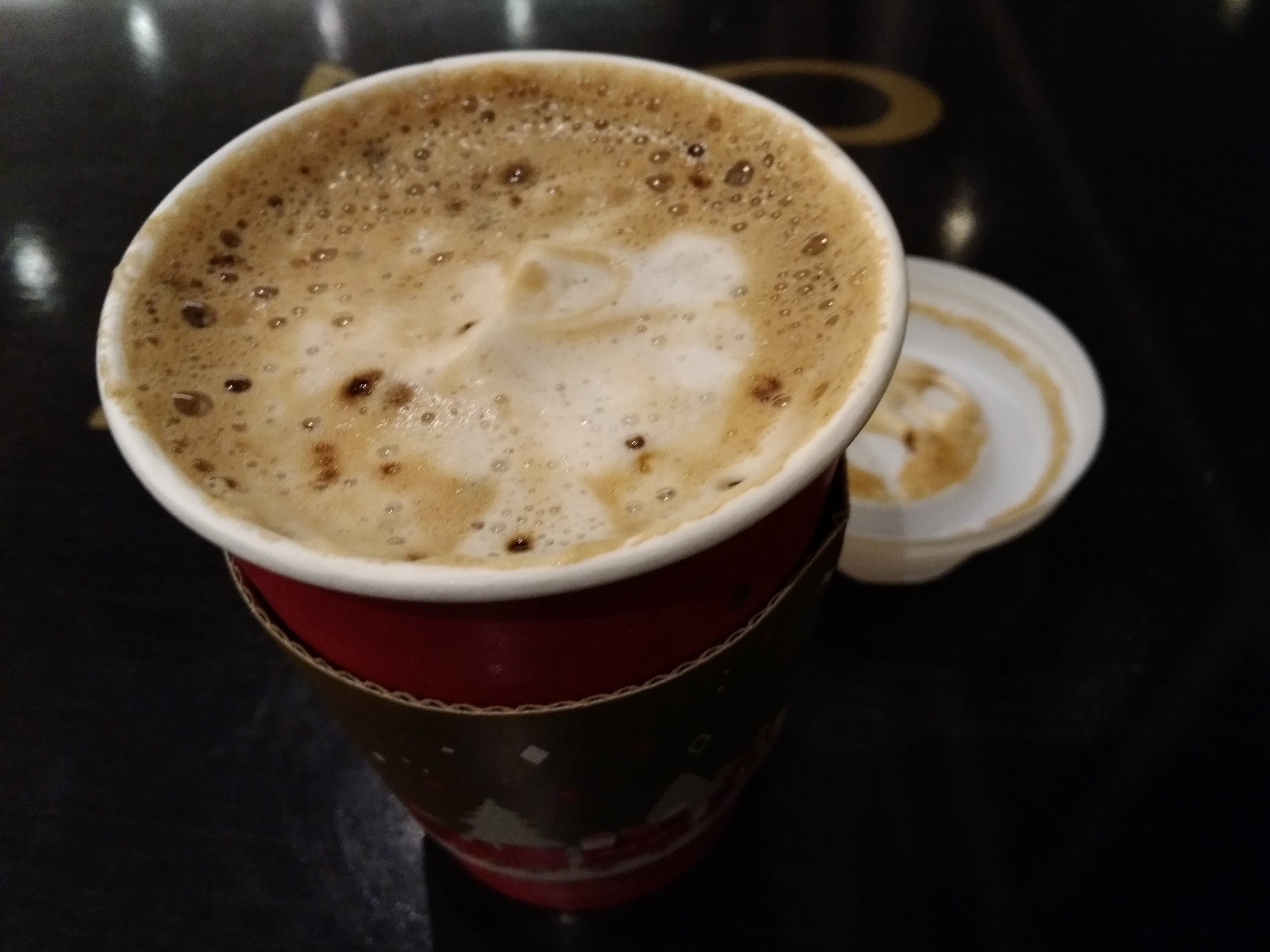
오르조 라테

보리 커피(--coffee) 또는 카페 도르조(이탈리아어: caffè d'orzo) 혹은 단순히 오르조(이탈리아어: orzo)는 이탈리아의 따뜻한 음료로 커피맛과 유사하지만 엄밀하게는 보리차의 일종이다. 볶은 보리를 갈아서 에스프레소와 마찬가지 방법으로 내려 마시며 디카페인 커피의 대용품으로 알려져 있다.

## 같이 보기
- 디카페인
- 보리차
- 커피 대용품
- 대사 증후군 - 대사질환자들에겐 디카페인 음료가 권장됨
- 카페인